# Tropopauza

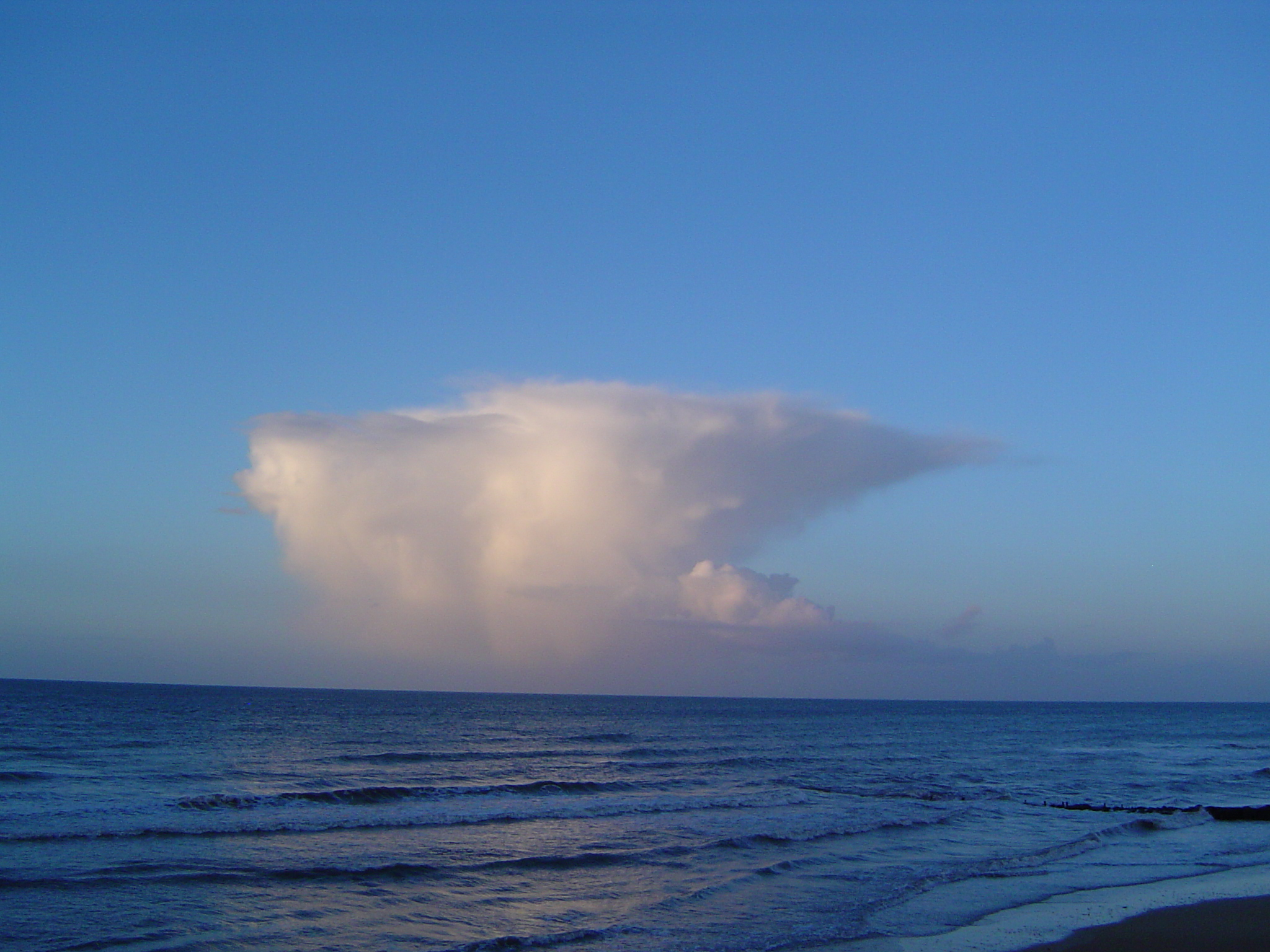
Horní část tohoto cumulonimbu může dosahovat až k tropopauze

Tropopauza je přechodná vrstva atmosféry, která odděluje troposféru od stratosféry. Tropopauza se nalézá ve výškách od 9 km (u pólu) do 17 km (u rovníku) nad hladinou moře a je charakterizována zastavením poklesu teploty, který panoval v troposféře. V současnosti hranice vzrůstá rychlostí přibližně 5 metrů za rok.
Tuto hranici lze při bouřkách vidět, když cumulonimbus Capillatus vytvoří ve své horní části kovadlinu. Nad touto hranicí zanikají vzestupné proudy teplého vzduchu a jsou stlačovány zpět k povrchu, protože za hranicí tropopauzy s výškou už teplota neklesá.